# Tyttebærkrigen
Tyttebærkrigen var en krig mellem Danmark-Norge og Sverige i august-november 1788.
Danmark-Norge var gennem forsvarspagten Den evige Alliance allieret med Rusland. Da Sverige angreb Rusland i juli 1788 måtte Danmark-Norge i henhold til alliancetraktaten stille med 12.000 mand samt 10 krigsskibe. Rusland bad om, at Danmark-Norge angreb Sverige fra Norge og ind i Bohuslen. Felttoget blev indledt den 23. august ved at et dansk-norsk armékorps på ca. 10.000 mand under ledelse af general, prins Carl af Hessen krydsede Iddefjorden/Svinesund.
De få svenske tropper i Bohuslen forsøgte at standse korpsets fremrykning ved Kvistrum Bro, hvor krigens eneste træfning fandt sted den 29. september. I Slaget ved Kvistrum Bro deltog ca. 7.500 dansk-norske tropper på den ene side og knap 1.000 mand på svensk side. Kampen blev hurtigt afgjort til dansk-norsk fordel og resulterede kun i seks døde og 18 sårede på norsk side og fem dræbte og 62 sårede på svensk. I alt blev der taget godt 800 krigsfanger med samt al deres udrustning.
Det dansk-norske korps fortsatte nu mod Göteborg, men blev mødt af den britiske ambassadør/gesandt til Danmark, Hugh Elliott, som på eget initiativ var draget til Bohuslen for at stoppe krigen. Elliott fremsatte et ultimatum, hvor han truede Danmark-Norge med krig med både Storbritannien og Preussen, hvis ikke Carl af Hessen vendte om med sit korps. Efter flere ugers forhandling vendte korpset om og forlod svensk territorium den 12. november. Militært var Danmark-Norge det næste års tid i højt beredskab, da man frygtede et svensk gengældelsesangreb.

## Baggrund
Da kong Gustav 3. på eget initiativ, og i strid med forfatningen, i 1788 angreb Rusland og dermed startede den så kaldte Gustav 3.s russiske krig opstod en vanskelig situation for Danmark. I en traktat indgået med Rusland i 1773 havde Danmark forpligtet sig til at bistå med 12.000 mand, seks linieskibe og tre fregatter, hvis Rusland blev angrebet. Kort efter det svenske angreb krævede russerne, at danskerne skulle holde deres løfte, og Danmark måtte gå i krig. Da kong Gustav 3. den 21. august fik besked herom, udbrød han "jeg er reddet!". Taget i betragtning, at angrebet på Rusland var Gustavs eget initiativ, at mange svenske officerer og kongens modstandere var stærkt imod krigen, samt at fremgangene indtil da havde været få, kan hans udtalelse synes mærkelig. Normalt er det ikke ønskelig at få flere fjender, men den durkdrevne politiker Gustav 3. mente, at det gav en glimrende mulighed for at vende den svenske opinion til sin fordel, og han rejste omgående tilbage til Stockholm efter at have overladt den militære ledelse til sin broder, hertug Karl. Vel hjemkommen rejste han til Dalarna og fik flere friskarer til at stille op til landets forsvar mod danskerne. Trods denne stærke støtte, havde Sverige ikke mere end cirka 10.000 mand som måtte deles mellem forsvaret i Skåne, Jämtland og på vestkysten.

## Norsk angreb på Jämtland
Jämtland syntes at være forholdsvis let at indtage, efter som størstedelen af dets soldater var sendt til Stockholm. Den norske hær under general Kornbakk bestod af 2.700 mand dragoner, fodfolk og skiløbere fordelte på tre divisioner. En af dem blev efterladt i Stjørdal, en anden i Verdal, men omkring 1.000 mand under oberst Ryn rykkede op til Sul. Derfra trængte major Hornemann med 200 soldater fra den nordenfjeldske skiløberbataljon over grænsen den 23. september, og var kl. 11 om natten fremme i Skalstugan. Efter en hviledag rykkede nordmændene frem til Medstugan, hvor de indtog deres positioner. Den 27. september fortsatte Hornemann med sine officerer en fremrykning til Bodsjövadet (Bodsjöedet), som lå 4 1/2 mil på den svenske side af rigsgrænsen.

### Svensk forsvar af Jämtland
Nordmændenes hastige fremmarsch fra Trondheim til Verdalen blev bemærket af en borger fra Östersund, Zakarias Wiklund under et besøg i Stjördal. Han underrettede straks Johan Herman Tideman på Rödön, som var ritmester for kavaleriet i Jämtland. Forsvarerne reagerede hurtigt. Ritmester Tideman, kommandant Milde samt befalingsmanden Peder Lidsten samledes til krigsråd og besluttede at sammenkalde tilgængeligt militær og våbenfør almue ved Jerpe skanse, hvortil kom otte falkonetter (en lille forladekanon) udsendte fra det centrale sted Kronstad skanse. Ved Jerpes ødelagte skanser formeredes forsvarspunkter, og snart var falkonetterne opstillede og udstyrede med 10 centner krudt, kugler og 2.400 karduser. Almuen fik besked om at møde op forsynet med tjære og børster samt med mad til tre uger. Den 26. september afbrændes den nye bro over elven, og af træet blev en del flådet til skansens nordlige side, hvor det blev anvendt til brystværn. Skansens forsvarere oprettede 13 brystværn på den nordlige bred og mod den store vej. Trods det store hastværk lykkedes det at samle 1.960 mand ved Jerpe Skanse under de nervøse dage. Ledende officerer var major Eric Örbom, major Gyllenhaal, kaptajn Planting og kornett Nandelstedt, som ved deres side havde nogle afdankede underofficerer. Ud over disse var også provsten Söderberg mødt med adjunkt, samt såvel feltskærer Pilo som en feltsmed. Indkvartering af den store mængde mennesker, synes at være klaret ved at indrette 200 granrishytter mm.

### Norsk retræte
De norske tiltag havde vist, at nordmændene mente det alvorligt med deres indfald i landet (Jämtland havde tidligere hørt under Norge), men efter at norske efterretningsfolk havde erfaret, at jämtlændingene ville og kunne forsvare sig, fik Hornemans styrke ordrer af von Krogh til at vende tilbage. Major Horneman trak sig så tilbage til Skalstugan, hvorfra hele den norske styrke den 29. september trak sig tilbage over grænsen.

## Norsk angreb på Bohuslen
Den første danske-norske styrke på 8.000-10.000 mand, hvoraf hovedparten var nordmænd, under ledelse af prins Karl af Hessen angreb fra Norge ind i Bohuslen den 24. september og avancerede hurtigt mod Vänersborg ved Vänerns sydspids mod et svagt svensk forsvar. Oberst Johan Werner Tranefelt måtte forskanse sig i Kvistrum nord for Uddevalla med sine 700 mand, men blev den 29. september besejret af den langt større dansk-norske hærstyrke under generalmajor Mansbach i slaget ved Kvistrum Bro. På en uge indtog danske tropper Uddevalla, Vänersborg og Åmål og forlangte den 6. oktober, at Göteborg skulle kapitulere.

## Forsvaret af Göteborg - forhaling og trusler
Imidlertid var kong Gustav 3. selv kommet til Göteborg fra Dalarna og greb resolut ind: Han afsatte den passive kommandant generalløjtnant Anders Rudolf Du Rietz og udnævnte generalløjtnant Johan Sparre af Söfdeborg i stedet. Göteborgs forsvar blev nu oprustet i hastigt tempo. Den 6. oktober var også den svenskvenlige engelske udsending i Danmark sir Huges Elliot kommet til byen, og han formidlede den 9. oktober en kortvarig våbenstilstand med den danske øverstbefalende. Våbenstilstanden blev forlænget under medvirken blandt andre af den preussiske udsending grev Adrian Heinrich von Borcke til maj følgende år.

## Afslutning
Stillet over for trusler fra både Englands og Preussens side om angreb på det danske Holsten og et stadigt stærkere forsvar i Göteborg opgav den danske hær belejringen og trak sig den 12. november tilbage til Norge; Sverige var reddet fra nederlag. Det var også heldigt for Sverige, at kampene sluttede så tidligt, efter som den betydeligt mere aktive krig mod Rusland foregik samtidigt.
Udfaldet kunne dog være blevet et helt andet, da det blev afsløret, at en løjtnant, Lars Benzelstierna, med den svenske konges samtykke, havde planlagt at afbrænde de syv russiske fartøjer i København, men han blev afsløret, og planen gennemførtes aldrig.
Den angribende dansk-norske hær mistede blot otte mand under kamphandlinger, men omkring 1.500 mand ved sygdom, under tilbagetrækningen til Norge. Dette var hovedsageligt forårsaget af den dårlige og ringe kost, der måtte suppleres med tyttebær plukket i skovene.
Først den 9. juli 1789 opgav danskerne formelt over for den samlede overmagt (England, Preussen og Sverige) og afgav en neutralitetsdeklaration, efter som en egentlig fredsaftale ikke var påkrævet.

## Krigens benævnelse
Krigen er senere på svensk kaldt for Teaterkriget, hvilket henviser til, at det i praksis snarere var et skuespil end store bataljer. I Norge kaldes krigen for Tyttebærkrigen, en henvisning til, at den indtrængende norske hær måtte leve af bær i skoven som følge af manglende støtte (herunder til forplejning) hos den lokale befolkning i de besatte områder.